# Кабаса
Кабаса (англ. cabasa, от галис. cabaza — тыква) — перкуссионный музыкальный инструмент афро-бразильского происхождения семейства идиофонов. Изначально представляла собой высушенную тыкву с бисером, надетым на внешнюю поверхность.
Современная кабаса — это рифлёный металлический цилиндр, обвитый сеткой с нанизанными на неё металлическими шариками. Издаёт металлический дребезжащий звук, похожий на издаваемый гремучей змеёй. Традиционно используется в латинской музыке, особенно в босса-нове, также используется современными музыкантами во многих направлениях — от джаза до рока.
Для извлечения звука используют встряхивающие и вращательные движения, причём встряхивание обеспечивает ритмическое звучание, а прокручивание добавляет страсти.